# Bob Verstraete (acteur)
Bob Verstraete, geboren als Hendrik Jan de Graef (Rotterdam, 17 september 1921 – Amstelveen, 27 augustus 1993), was een Nederlandse acteur, regisseur en scenarioschrijver met de Belgische nationaliteit. Op latere leeftijd legde hij zich uitsluitend op het schilderen toe en zag hij zichzelf uitsluitend als schilder. Hoewel hij in Nederland geboren was en vrijwel zijn hele leven in Nederland woonde en werkte, behield hij altijd zijn Belgische paspoort.
Verstraete was een zoon van Jules Verstraete (echte naam: Julien Gustave de Graef) en een broer van Mieke, Jeanne en Guus Verstraete, die allemaal ook in het theatervak zaten. Hij was gehuwd met de danseres Janine Hofker. Samen hadden zij twee dochters: Frances en actrice Joyce Verstraete.
Bob Verstraete begon zijn loopbaan in het theater direct nadat hij van school gekomen was. Hij speelde zijn eerste rol in Robinson mag niet sterven bij het Kompas, een gezelschap dat werd geleid door Annie Brugman en Leonie Reiman. Al snel ging hij zich met allerlei facetten van het theatervak bezighouden: hij ontwierp decors, regisseerde en schreef stukken voor theater en televisie. De televisieserie Flip de tovenaarsleerling is waarschijnlijk zijn bekendste werkstuk. Hij schreef én regisseerde de serie.
Nadat Verstraete om gezondheidsredenen moest stoppen met zijn theaterwerk ging hij zich helemaal toeleggen op het schilderen. Hij overleed op 71-jarige leeftijd.

## Filmografie
- Alice in Wonderland (1951)
- Fanfare (1958)
- Dokter Gerbrand (1959)
- De zaak M.P. (1960)
- Arthur en Eva (1962)
- Vertrouwt u maar op mij (1962)
- Het grote begin (1963)
- De brief van Fortunata (1964)
- Peppi en Kokki (1973), verteller
- Dakota (1974), piloot 3
- De Verlossing, (1975), commentaarstem
- Verlies (1976)

## Hoorspelen
- Het wassende water (1970)
- Egalité (1971)
- De twaalf maagden (1971)
- Rook en nevel (1971)

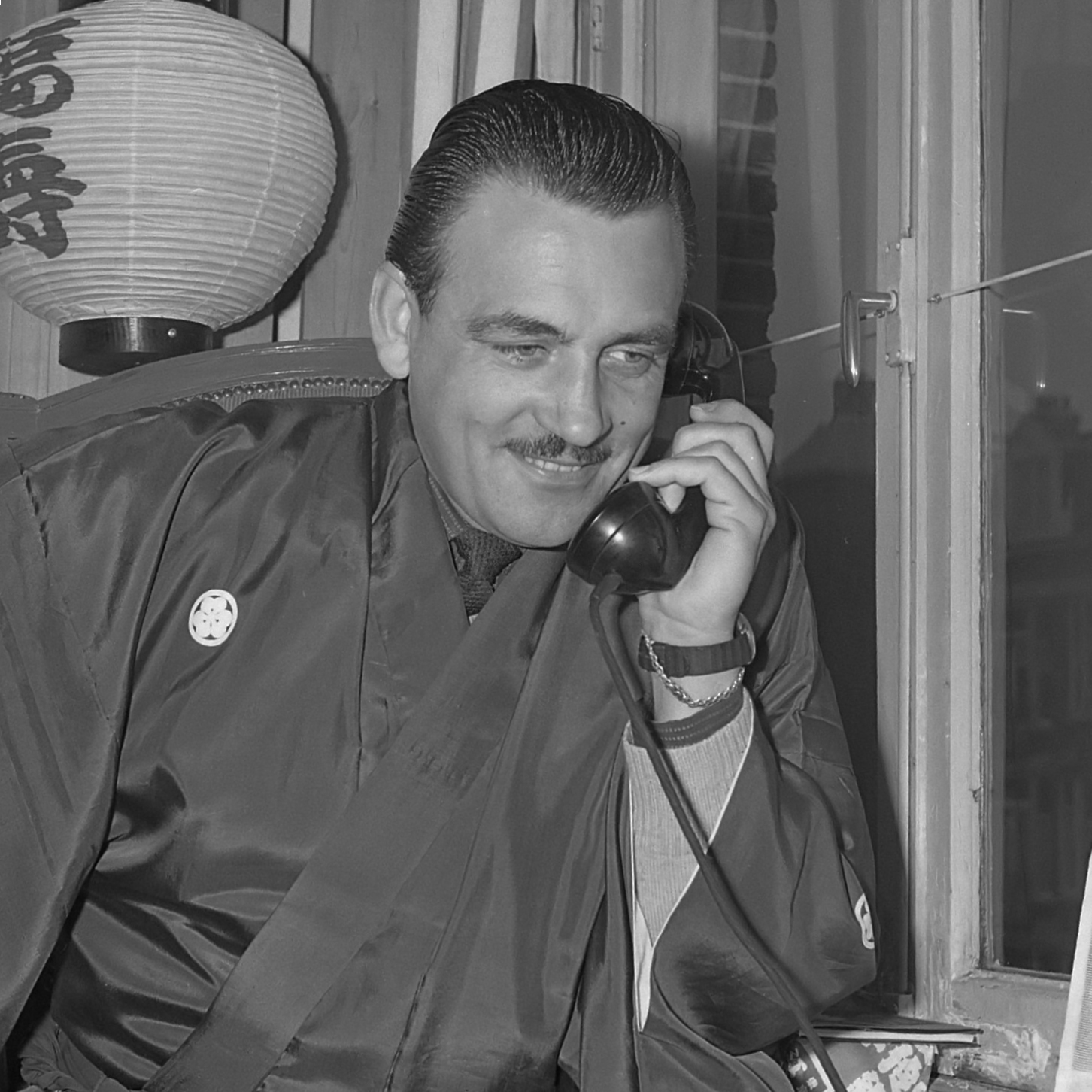
Bob Verstraete (1963)

- Dat zou ze hem zeggen op het eiland (1971)
- Tweehonderd voetsporen (1971)
- Zonder einde (1971)
- De proef op de som (1971)
- Sterven in Zwolle (1971)
- Een ongehoord spel (1972)
- Het genezingsproces (1972)
- Man van goud (1972)
- Reisbeschrijving (1972)
- Wat niet aan het licht komt (1972)
- Laat bezoek (1972)
- Beter nooit dan laat (1972)
- Tien jaar na dato (1972)
- Crueland (1973)
- Ladingen sneeuw voor de behoeftige schapen (1973)
- Landwehrkanal of De geschiedenis van Lausitzer (1973)
- Menuet te middernacht (1973)
- Spel van kat en muis (1974)
- De laatste harde rekening (1974)
- Dag zomer, dag kind (1971)

- Het promotiespel (1974)
- Plaatselijke toestanden (1974)
- Vaders begrafenis (1974)
- Op een schemeravond in de herfst (1974)
- De koperen tuin (1974)
- De dood van een minister (1975)
- Een vertrek raakt leeg (1975)
- Paul of de afbraak van de hoorspelillusie (1975)
- Volgens de letter van de wet (1975)
- Apollo XXI - De gesluierde planeet (1970)
- Prometheus XIII (1973)
- De tunnel der duisternis (1971)
- Als een gek (1975)
- Als water en fluor (1971)
- Bericht uit het paradijs (1972)
- Bezoekers van boord (1974)
- Bloei (1971)
- Dood in Basel (1973)
- De dood van dokter As (1971)
- En dat hoofd dat begon te praten (1974)
- Er is een tijd van spreken (1971)
- De export-expert (1971)
- Genezingsproces (1972)
- De getermineerden (1971)
- De golem (1974)
- De hartenketting (1971)
- Holland moet weer blank en rustig worden (1974)
- Hosea (1974)
- Een huis voor de doden (1975)
- Een huis voor de kinderen (1971)
- Het ideale echtpaar (1971)
- Ik huurde deze kamer (1972)
- In glanzende wijzers (1974)
- Het is duur om niet dood te gaan (1972)
- Het Jeanne d'Arc-proces te Rouaan in 1431 (1972)
- Jefta's droomspel (1973)
- Jemima, mijn lief (1971)
- De klem (1974)
- Laat bezoek (1971)
- Een landerige bui (1971)
- Het lied van de spoorwegen (1972)
- Machtsovername (1971)
- De magische cirkel (1975)
- Het medelijden (1971)
- De meest geslaagde mislukking (1973)
- Mijn oom is tovenaar (1971)
- Een minuutje van uw tijd (1971)
- David Livingstone en Henry Stanley (1959)
- No-where-Man (1974)